# اليساندرو بيرتوليني
اليساندرو بيرتوليني (بالإيطالية: Alessandro Bertolini)‏ مواليد 27 يوليو 1971 في إيطاليا، هو دراج إيطالي في صنف سباق الدراجات على الطريق.

## سجل النتائج

### سباقات أو مراحل فاز بها
- طواف إيطاليا

## روابط خارجية
- اليساندرو بيرتوليني على موقع الاتحاد الدولي للدراجات (الإنجليزية)
- اليساندرو بيرتوليني على موقع أرشيف الدراجات (الإنجليزية)
- اليساندرو بيرتوليني على موقع إحصائيات الدراجات الإحترافية (الإنجليزية)
- اليساندرو بيرتوليني على موقع نسبة الدراجات (الإنجليزية)
- اليساندرو بيرتوليني على موقع CycleBase (الإنجليزية)